# Дана Мурзин
Дана Тревор Мурзин (англ. Dana Trevor Murzyn; 9 грудня 1966, м. Калгарі, Канада) — канадський хокеїст, захисник.   
Виступав за «Калгарі Ренглерс» (ЗХЛ), «Гартфорд Вейлерс», «Калгарі Флеймс», «Ванкувер Канакс», «Сірак'юс Кранч» (АХЛ).
В чемпіонатах НХЛ — 838 матчів (52+152), у турнірах Кубка Стенлі — 82 матчі (9+10).
Досягнення
- Володар Кубка Стенлі (1989)